# 石首市
石首市（せきしゅ-し）は中華人民共和国湖北省荊州市に位置する県級市。

## 歴史
284年（太康5年）、西晋により石首県が設置された。1986年5月27日、県級市の石首市に改編され現在に至る。

## 行政区画
2街道、11鎮、1郷を管轄する。
- 街道：繍林街道、筆架山街道
- 鎮：新廠鎮、横溝市鎮、大垸鎮、小河口鎮、桃花山鎮、調関鎮、東升鎮、高基廟鎮、南口鎮、高陵鎮、団山寺鎮
- 郷：久合垸郷
- 天鵝洲開発区